# Прапор Осинового
Пра́пор Оси́нового — один з офіційних символів села Осиново, Куп'янський район Харківської області, затверджений рішенням сесії Осинівської сільської ради.

## Опис прапора
Квадратне полотнище з вміщеними на ньому кольорами і фігурами малого герба.